# Run for Your Lives World Tour
Il Run For Your Lives World Tour è un tour del gruppo musicale britannico Iron Maiden. 
È stato annunciato il 19 settembre 2024, mentre la band era impegnata nella leg giapponese del Future Past World Tour. Il Run For Your Lives avrà una scaletta basata unicamente sui primi 9 album degli Iron Maiden, ovvero dal debut album fino a Fear of the Dark. Sarà il primo tour in 42 anni di carriera della band senza Nicko McBrain, storico batterista del gruppo che ha abbandonato le attività live dopo lo show del 7 dicembre 2024 all'Allianz Parque Stadium di Sao Paulo. Al suo posto ci sarà Simon Dawson, già batterista del side project di Steve Harris, i British Lion.   
Mentre la precedente tournée era incentrata perlopiù sulle arene, nel 2025 questo tour vedrà il gruppo esibirsi nuovamente negli stadi europei. L'accoglienza del Run For Your Lives World Tour è stata molto positiva, con moltissime date che hanno registrato il tutto esaurito dopo solo pochi minuti di prevendita (e, in alcuni casi, persino durante la prevendita destinata unicamente ai membri del Fan Club degli Iron Maiden). Come in altre occasioni, la band è stata quindi costretta a raddoppiare gli spettacoli in diversi paesi.  
Il tour continuerà anche nel 2026.  

## Date del tour
| Data        | Città         | Paese           | Venue                    |
| ----------- | ------------- | --------------- | ------------------------ |
| Europa 2025 |               |                 |                          |
| 27 maggio   | Budapest      | Ungheria        | Budapest Arena           |
| 28 maggio   | Budapest      | Ungheria        | Budapest Arena           |
| 31 maggio   | Praga         | Repubblica Ceca | Letňany Airport          |
| 1 giugno    | Bratislava    | Slovacchia      | Tipos aréna              |
| 5 giugno    | Trondheim     | Norvegia        | Dahls Arena              |
| 7 giugno    | Stavanger     | Norvegia        | Viking Stadion           |
| 9 giugno    | Copenaghen    | Danimarca       | Royal Arena              |
| 12 giugno   | Stoccolma     | Svezia          | 3 Arena                  |
| 13 giugno   | Stoccolma     | Svezia          | 3 Arena                  |
| 16 giugno   | Helsinki      | Finlandia       | Olympic Stadium          |
| 19 giugno   | Dessel        | Belgio          | Festivalpark Stenehei    |
| 21 giugno   | Birmingham    | Inghilterra     | Utilita Arena            |
| 22 giugno   | Manchester    | Inghilterra     | Co-op Live               |
| 25 giugno   | Dublino       | Irlanda         | Malahide Castle          |
| 28 giugno   | Londra        | Inghilterra     | Olympic Stadium          |
| 30 giugno   | Glasgow       | Scozia          | OVO Hydro                |
| 3 luglio    | Belfort       | Francia         | Presqu'ile du Malsaucy   |
| 5 luglio    | Madrid        | Spagna          | Riyadh Air Metropolitano |
| 6 luglio    | Lisbona       | Portogallo      | MEO Arena                |
| 9 luglio    | Zurigo        | Svizzera        | Hallenstadion            |
| 11 luglio   | Gelsenkirchen | Germania        | Veltins Arena            |
| 13 luglio   | Padova        | Italia          | Stadio Euganeo           |
| 15 luglio   | Brema         | Germania        | Bürgerweide              |
| 17 luglio   | Vienna        | Austria         | Ernst-Happel-Stadion     |
| 19 luglio   | Parigi        | Francia         | La Défense Arena         |
| 20 luglio   | Parigi        | Francia         | La Défense Arena         |
| 23 luglio   | Arnhem        | Paesi Bassi     | Gelredome                |
| 25 luglio   | Francoforte   | Germania        | Deutsche Bank Park       |
| 26 luglio   | Stoccarda     | Germania        | Cannstatter Wasen        |
| 29 luglio   | Berlino       | Germania        | Waldbühne                |
| 30 luglio   | Berlino       | Germania        | Waldbühne                |
| 2 agosto    | Varsavia      | Polonia         | PGE Narodowy             |